# Big in Europe Vol. 2
Big in Europa, Vol. 2 is een livealbum van Klaus Schulze met de medewerking van zangeres Lisa Gerrard. Het is een registratie van het derde concert in een serie van zes, dat de musici in 2009 gaven. Het geregistreerde concert vond plaats in de Rabozaal van de Melkweg. De toehoorders kregen gedurende die kleine tournee iedere avond andere muziek te luisteren, aangezien Schulze en Gerrard veelal gebruik maken van improvisaties. Schulze en Gerrard hadden er een treinreis voor over om in de Rabozaal te spelen; het was het eerste concert van Schulze in Amsterdam sinds 1985, toen in Paradiso.

## Musici
- Klaus Schulze – synthesizers, loops en elektronica
- Lisa Gerrard – zang (arioso vocalise)

## Muziek
| Nr. | Titel                     | Duur  |
| --- | ------------------------- | ----- |
| 1.  | Jan Pieterszoon Sweelinck | 8:47  |
| 2.  | Mad ret sma               | 6:39  |
| 3.  | Prinsengracht             | 18:11 |
| 4.  | The Polish rider          | 12:44 |

| Nr. | Titel             | Duur  |
| --- | ----------------- | ----- |
| 1.  | Orcus humanem est | 19:05 |
| 2.  | Leiden            | 19:40 |
| 3.  | Hieronymus        | 13:07 |
| 4.  | Le moulin déjà vu | 13:36 |

In hoeverre de openingstrack met Jan Pieterszoon Sweelinck te maken heeft is vooralsnog onbekend, Schulze heeft meer titels geschreven die verwijzen naar componisten.
Het album werd aangevuld met een dvd met een registratie van het gehele concert en een dvd met een Moogumentary, een samentrekking van Moog en documentaire